# Horizons West
Horizons West is een Amerikaanse western uit 1952 onder regie van Budd Boetticher. In Nederland werd de film destijds uitgebracht onder de titel De rebel van Austin.

## Verhaal
Na de Burgeroorlog keren de broers Dan en Neil Hammond terug naar Texas. Dan houdt zich bezig met dubieuze praktijken en moet worden geholpen door zijn broer Neil, die intussen sheriff is geworden. De broers blijken ook niet goed meer met elkaar overweg te kunnen.

## Rolverdeling
| Acteur            | Personage                   |
| ----------------- | --------------------------- |
| Robert Ryan       | Dan Hammond                 |
| Julie Adams       | Lorna Hardin                |
| Rock Hudson       | Neil Hammond                |
| Judith Braun      | Sally Eaton                 |
| John McIntire     | Ira Hammond                 |
| Raymond Burr      | Cord Hardin                 |
| James Arness      | Tiny McGilligan             |
| Dennis Weaver     | Dandy Taylor                |
| Frances Bavier    | Martha Hammond              |
| Tom Powers        | Frank Tarleton              |
| John Hubbard      | Sam Hunter                  |
| Rodolfo Acosta    | Generaal José Escobar Lopez |
| Douglas Fowley    | Ed Tompkins                 |
| Walter Reed       | Layton                      |
| Raymond Greenleaf | Eli Dodson                  |